# Robert Wagner (ciclista)
Robert Wagner (Magdeburg, Saxònia-Anhalt, 14 d'abril de 1983) és un ciclista alemany, professional des del 2007 fins al 2019.
En el seu palmarès destaca la victòria al Campió d'Alemanya en ruta el 2011.
Posteriorment ha treballat com a director esportiu de l'equip continental formatiu Jumbo–Visma Development Team.

## Palmarès
- 2005
  - Vencedor d'una etapa de la Volta a Turíngia
- 2007
  - Vencedor d'una etapa de la International Cycling Classic
- 2008
  - 1r de la Volta a Holanda del Nord
  - Vencedor d'una etapa del Delta Tour Zeeland
- 2009
  - Vencedor d'una etapa del Delta Tour Zeeland
- 2010
  - 1r de la Volta a Holanda del Nord
  - Vencedor d'una etapa dels Tres dies de Flandes Occidental
  - Vencedor d'una etapa de la Volta a Baviera
  - Vencedor d'una etapa del Delta Tour Zeeland
- 2011
  -  Campió d'Alemanya en ruta
- 2013
  - Vencedor d'una etapa de la Ster ZLM Toer

### Resultats a la Volta a Espanya
- 2011. 162è de la classificació general
- 2013. 123è de la classificació general
- 2014. 151è de la classificació general

### Resultats al Giro d'Itàlia
- 2015. Abandona (4a etapa)

### Resultats al Tour de França
- 2016. 163è de la classificació general
- 2017. 164è de la classificació general